# Panaxia nyctemerata
Panaxia nyctemerata är en fjärilsart som beskrevs av Moore 1879. Panaxia nyctemerata ingår i släktet Panaxia och familjen björnspinnare. Inga underarter finns listade i Catalogue of Life.